# FK Czerniachów
FK Czerniachów (ukr. Футбольний клуб «Черняхів», Futbolnyj Kłub "Czerniachiw") – ukraiński klub piłkarski z siedzibą w Czerniachowie, w obwodzie żytomierskim.

## Historia
Chronologia nazw:
- 198?—1995: KChP-Krok Czerniachów (ukr. «КХП-Крок» Черняхів)
- 1996—1999: KChP Czerniachów (ukr. «КХП» Черняхів)
- 2000—2003: Systema-KChP Czerniachów (ukr. «Система-КХП» Черняхів)
- 200?—...: FK Czerniachów (ukr. ФК «Черняхів»)

Drużyna piłkarska KChP-Krok została założona w miejscowości Czerniachów w latach 80. XX wieku i reprezentowała miejscowy zakład produkcji pieczywa (ukr. КХП - комбінат хлібопродуктів, Kombinat Chliboproduktiw). Zespół występował w rozgrywkach mistrzostw i Pucharu obwodu żytomierskiego. W sezonie 1997/98 pod nazwą KChP Czerniachów debiutował w Mistrzostwach Ukrainy spośród drużyn amatorskich. Potem w kolejnych dwóch sezonach również występował w tym turnieju i zajmował 2. miejsce w 2 grupie. W sezonie 2000 pod nazwą Systema-KChP Czerniachów zajął 1. miejsce w 3 grupie, ale w drugim etapie tylko 3. miejsce. W sezonie 2001 ponownie 1. miejsce w 3 grupie i 4. miejsce w turnieju półfinałowym. W 2002 rozpoczął sezon w Amatorskiej Lidze, a latem zgłosił się do rozgrywek Drugiej Lihi. W 2002 również startował w rozgrywkach Pucharu Ukrainy. W debiutowym sezonie 2002/03 zajął 12. miejsce w grupie A, ale już w następnym sezonie z przyczyn finansowych nie wystartował w rozgrywkach na szczeblu profesjonalnym. Klub pozbawiono statusu profesjonalnego i został rozwiązany. Potem klub został reaktywowany pod nazwą FK Czerniachów i kontynuował występy w rozgrywkach mistrzostw i Pucharu obwodu żytomierskiego.

## Sukcesy
- 12. miejsce w Drugiej Lidze, grupie A:

2002/03
- 1/16 finału Pucharu Ukrainy:

2002/03
- mistrz obwodu żytomierskiego:

1997, 1998, 1999, 2002
- wicemistrz obwodu żytomierskiego:

1995, 2000
- brązowy medalista mistrzostw obwodu żytomierskiego:

1996, 2001
- zdobywca Pucharu obwodu żytomierskiego:

1998, 1999, 2001, 2002